# Pap Cheyassin Secka
Pap Cheyassin Ousman Secka (* Juni 1942 in Banjul; † 29. März 2012) war ein gambischer Jurist und Politiker.

## Leben
| Parlamentswahl | Stimmen | Stimmanteil |
| -------------- | ------- | ----------- |
| 1977           | 226     | 4,37 %      |

| Parlamentswahl  | Stimmen | Stimmanteil |
| --------------- | ------- | ----------- |
| 1977 (Nachwahl) | 123     | 4,27 %      |

Der Rechtsanwalt Pap Cheyassin Secka gründete 1975 die radikale politische Partei National Liberation Party, um bei den Parlamentswahlen 1977 anzutreten. Secka konnte jedoch seinen Wahlkreis Sabach-Sanjal nicht gewinnen und erlebte eine zweite Niederlage, als für den Wahlkreis Banjul Central eine Nachwahl nach dem Tode des UP-Kandidaten durchgeführt wurde. Nach dieser doppelten Niederlage löste er die Partei 1980 auf und knüpfte Verbindungen zur Gambian Socialist Revolutionary Party (GSRP).
Infolge der Verwicklungen in den niedergeschlagenen Putsch vom 30. Juli 1981 wurde Secka zum Tode verurteilt. Das Urteil wurde aber später in eine Haftstrafe umgewandelt. Nach der vorzeitigen Entlassung wirkte Secka wieder als niedergelassener Anwalt in Banjul und nahm am öffentlichen Leben teil.
Später wurde er unter Präsident Yahya Jammeh als Minister für Justiz und Generalstaatsanwalt (englisch Attorney General and Secretary of State for Justice) der Republik Gambia am 9. März 2000 ins Kabinett berufen. Er war Nachfolger von Fatou Bensouda, die den Justizdienst verließ und sich als Rechtsanwältin in Banjul niederließ.
Secka war bis zum 30. Januar 2001 im Amt und wurde von Joseph H. Joof abgelöst.
2005 wurde er mit einer Korruptionsaffäre in Verbindung gebracht. Eine Verurteilung wurde aber vom Obersten Gericht ausgesetzt und der amtierende Generalstaatsanwalt ging in Berufung. Im Juli 2008 empfahl das Berufungsgericht, die Entscheidung des Obersten Gerichtes zugunsten Seckas anzuerkennen.